# داستان کریسمس (فیلم)
داستان کریسمس (انگلیسی: A Christmas Story) یک فیم کمدی به کارگردانی باب کلارک محصول سال ۱۹۸۳ آمریکا است. ملیندا دیلون، درن مک‌گون و پیتر بلینگزلی در این فیلم به ایفای نقش پرداخته‌اند. باب کلارک این فیلم را از دیدگاه یک پسر بچه تعریف می‌کند. نویسنده داستان و راوی فیلم ژان شپرد بوده‌است.

## داستان
داستان فیلم دربارهٔ رالف (پیتر بلینگزلی) یک پسر بچه ۹ ساله است که برای هدیهٔ کریسمس یک تفنگ بادی «رد رایدر» خان دار با برد ۲۰۰ می‌خواهد و مادرش این اجازه را به او نمی‌دهد اما رالف برای بدست آوردن این هدیه هرکاری می‌کند.